# Oreothlypis
Genre
Synonymes
- Leiothlypis Sangster, 2008[2]
- Parula Bonaparte, 1838[2]

Oreothlypis est un genre de passereaux de la famille des  Parulidés. Il se trouve à l'état naturel en Amérique centrale, et en Amérique du Nord.

## Liste des espèces
Selon la classification de référence du Congrès ornithologique international (version 6.4, 2016) :
- Oreothlypis gutturalis (Cabanis, 1861) — Paruline embrasée, Sylvette à gorge rouge
- Oreothlypis superciliosa (Hartlaub, 1844) — Paruline à croissant, Sylvette ornée
  - Oreothlypis superciliosa mexicana (Bonaparte, 1850)
  - Oreothlypis superciliosa palliata (van Rossem, 1939)
  - Oreothlypis superciliosa parva (Miller, W & Griscom, 1925)
  - Oreothlypis superciliosa sodalis (Moore, RT, 1941)
  - Oreothlypis superciliosa superciliosa (Hartlaub, 1844)